# Hellinsia novalima
Hellinsia novalima – gatunek motyla z rodziny piórolotkowatych.

## Taksonomia
Gatunek ten opisany został po raz pierwszy w 2016 roku przez Ceesa Gielisa na łamach „Boletín de la Sociedad Entomológica Aragonesa”. Jako lokalizację typową wskazano Novą Limę w brazylijskim stanie Minas Gerais.

## Morfologia
Motyl osiągający 15 mm rozpiętości skrzydeł. Głowa ma ochrową twarz, ochrowoszaro i bladoszarobrązowo obrączkowane, krótko orzęsione czułki oraz prosto sterczące głaszczki wargowe. Tegule są rdzawobiałe. Tułów jest rdzawobiały z bladoszarobiałym tyłem i kołnierzem ze sterczących, rozdwojonych, bladoszarobrązowych łusek. Skrzydło przednie powcinane jest do ⅔ długości. Ubarwienie wierzchu ma jasnordzawobiaławe z ciemnobrązowymi znakami i bladobrązowoszarą strzępiną, spodu zaś szarobrązowe z ciemnobrązowymi kropkami. Skrzydło tylne ma bladoszarobrązowe wierzch i strzępinę, czarne łuski na żyłkach oraz szarobrązowy spód. Na grzbiecie jasnordzawobiałego odwłoka biegną trzy słabo zaznaczone linie bladobrązowe.
Samiec ma niesymetrycznie zbudowane walwy – lewa jest szersza, krótka, zaopatrzona w zakrzywiony wyrostek sakularny, prawa zaś węższa, o drobnym sakularnym guzku. Poza tym jego genitalia cechują się tak długim jak tegumen, smukłymi i prostym unkusem, cienką i długą jukstą z niesymetrycznymi ramionami anellusa, szeroko łukowatym pośrodku winkulum oraz niemal prostym z delikatnymi sklerotyzacjami na szczycie edeagusem.

## Ekologia i występowanie
Owad neotropikalny, endemiczny dla Brazylii, znany tylko z lokalizacji typowej. Odnaleziony w maju na rzędnych 850 m n.p.m.